# Suimanga de carpó porpra
El suimanga de carpó porpra (Leptocoma zeylonica) és un ocell de la família dels nectarínids (Nectariniidae).

## Hàbitat i distribució
Habita boscos i terres de conreu de les terres baixes de l'est de l'Índia i Sri Lanka, i cap al nord fins Bangladesh i oest de Myanmar.